# 29. Tarnowska Nagroda Filmowa
29. Tarnowska Nagroda Filmowa – odbyła się w dniach 18–26 kwietnia 2015 roku.

## Filmy konkursowe

### Konkurs główny
- Body/Ciało – reż. Małgorzata Szumowska
- Bogowie – reż. Łukasz Palkowski
- Carte blanche – reż. Jacek Lusiński
- Fotograf – reż. Waldemar Krzystek
- Jeziorak – reż. Michał Otłowski
- Kebab i Horoskop – reż. Grzegorz Jaroszuk
- Małe stłuczki – reż. Aleksandra Gowin, Ireneusz Grzyb
- Miasto 44 – reż. Jan Komasa
- Obywatel – reż. Jerzy Stuhr
- Polskie gówno – reż. Grzegorz Jankowski
- Serce, serduszko – reż. Jan Jakub Kolski
- Ziarno prawdy – reż. Borys Lankosz

### Konkurs „Kino Młodego Widza”
- Baśnie i bajki polskie, odc.:
  - Kluskowa brama – reż. Andrzej Kukuła
  - O drwalu i diable – reż. Jacek Adamczak
  - Serce z piernika – reż. Anna Dudek
- Bear Me, odc.:
  - Początki – reż. Katarzyna Wilk
  - Porządki – reż. Katarzyna Wilk
  - Przyjaciele – reż. Katarzyna Wilk
- Kosmogonia – reż. Andrzej Piotr Morawski
- Mami Fatale, odc.:
  - Mami nie ma w domu – reż. Szymon Adamski
  - Robokucharz – reż. Łukasz Kacprowicz
  - Superpsina kontra Ultraprosię – reż. Szymon Adamski
  - Wielkie mycie – reż. Marcin Wasilewski
- Namaluj mi bajkę, odc.:
  - To pewna wiadomość! – reż. Joanna Jasińska-Koronkiewicz
- Parauszek i przyjaciele, odc.:
  - Bursztynowa wróżka – reż. Krzysztof Brzozowski
  - Grzybobranie – reż. Krzysztof Brzozowski
  - Leśny teatr – reż. Krzysztof Brzozowski
- Żubr Pompik, odc.:
  - Duże i małe – reż. Wiesław Zięba

## Skład jury
- Dorota Kędzierzawska – reżyser, scenarzystka, przewodnicząca jury
- Krzesimir Dębski – kompozytor
- Małgorzata Foremniak – aktorka
- Barbara Hollender – krytyk filmowy
- Jerzy Kapuściński – producent, dyrektor TVP2
- Krystyna Latała – pełnomocnik prezydenta Tarnowa ds. kultury
- Artur Reinhart – operator filmowy

## Laureaci

### Konkurs główny
- Nagroda Grand Prix – Statuetka Maszkarona:
  - Body/Ciało – reż. Małgorzata Szumowska

- Nagroda Jury Młodzieżowego – Statuetka Kamerzysty:
  - Body/Ciało – reż. Małgorzata Szumowska

- Nagroda publiczności – Statuetka Publika:
  - Bogowie – reż. Łukasz Palkowski

- Nagrody specjalne jury:
  - Waldemar Krzystek – za pomysł i scenariusz filmu Fotograf, który przekraczając granice kina gatunkowego jest wnikliwym wejrzeniem w psychikę człowieka i jednocześnie tworzy metaforę państwa totalitarnego wychodząc poza lokalną tematykę polskiego filmu
  - Sebastian Fabijański – Nagroda za debiut im. Andrzeja Konica za role w filmach Jeziorak i Miasto 44

- Nagroda za całokształt twórczości – Statuetka Potęga:
  - Allan Starski

### Konkurs „Kino Młodego Widza”
- Nagroda Jury Dziecięcego – Statuetka Koguta:
  - Bear Me – reż. Katarzyna Wilk